# Corynephorus
Genre
Classification APG III (2009)
Corynephorus est un genre de plantes herbacées de la famille des Poaceae (graminées).

## Liste d'espèces
Selon NCBI (22 déc. 2010) :
- Corynephorus canescens

Selon ITIS (22 déc. 2010) :
- Corynephorus canescens (L.) P. Beauv.
- Corynephorus fasciculatus Boiss. & Reut.